# Hemsloh
Hemsloh (niederdeutsch Hemzel, Hemsel oder Hemßel) ist eine Gemeinde im Landkreis Diepholz in Niedersachsen.
Hemsloh ist Teil der Samtgemeinde Rehden.

## Geografie

### Geografische Lage
Hemsloh liegt zwischen dem Naturpark Dümmer und dem Naturpark Wildeshauser Geest ungefähr in der Mitte zwischen Bremen und Osnabrück. Die Gemeinde gehört der Samtgemeinde Rehden an, die ihren Verwaltungssitz in der Gemeinde Rehden hat.

Zur Gemeinde gehört der Kellenberg mit seinen ausgedehnten Waldflächen und die Ortsteile Mackenstedt sowie Rodemühlen.

## Geschichte
Erstmals wird die Gemeinde im Jahr 1238 urkundlich erwähnt.

### Ortsname
Die Deutung ist zweifelhaft, denn die alten Belege zeigen nicht -loh, sondern -le.
Das Wort -loh – „Wald“ könnte erst später hinein gedeutet worden. Der Ortsname kann als „gebogener, kurviger Hügel“ gedeutet werden.

## Politik

### Gemeinderat
Der Gemeinderat hat neun Mitglieder, aktuell alle aus der WGH.
(Stand: Kommunalwahl am 12. September 2021)

### Bürgermeister
Der ehrenamtliche Bürgermeister ist Detlef Mackenstedt. Gemeindedirektor ist Samtgemeindebürgermeister Magnus Kiene.

### Wappen
Die Gemeinde Hemsloh führt kein eigenes Wappen. Üblicherweise wird das Wappen der Samtgemeinde Rehden verwendet.

## Kultur und Sehenswürdigkeiten

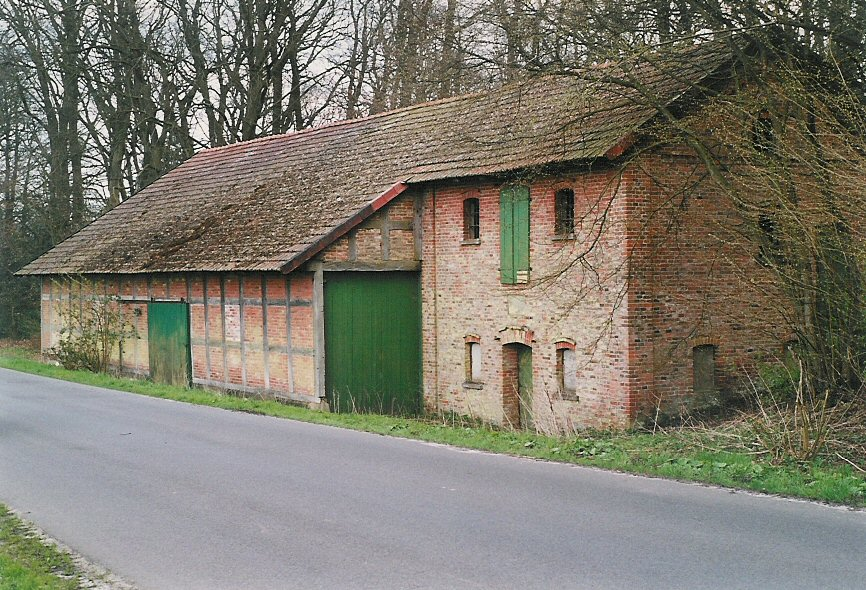
Wassermühle in Hemsloh-Rodemühlen

### Bauwerke
In der Liste der Baudenkmale in Hemsloh sind zwölf Baudenkmale aufgeführt.

### Mühlen
In Hemsloh gibt es zwei Windmühlen und die Wassermühle in Rodemühlen.

### Naturschutzgebiete
Die Naturschutzgebiete Rehdener Geestmoor und Rehdener Geestmoor-Regenerationsgebiet, die im Süden der Gemeinde liegen, sind zusammen ca. 1.800 ha groß.

## Wirtschaft und Infrastruktur

### Verkehr
Die Gemeinde liegt südlich in unmittelbarer Nähe der Bundesstraße 214, die von Diepholz nach Nienburg/Weser führt.

## Persönlichkeiten
- Peter Würtz (* 1939), Politiker (SPD), MdB und MdEP